# Fouad Twal
Fouad Twal (en árabe: فؤاد طوال; Madaba, Jordania, 23 de octubre de 1940) es un eclesiástico católico, patriarca emérito de Jerusalén.

## Biografía
Estudió en el seminario de Beit Jala, siendo ordenado sacerdote el 29 de junio de 1966 y nombrado en Ramala. En 1972 ingresó a la Pontificia Universidad Lateranense donde obtuvo un doctorado en derecho canónico en 1975. Comenzó su carrera diplomática en Honduras, Alemania y Perú, hasta que el 30 de mayo de 1992 fue nombrado prelado de la prelatura territorial de Túnez por el Papa Juan Pablo II y consagrado obispo el 22 de julio ese mismo año. En 1995, la prelatura territorial fue elevada a Archidiócesis de Túnez, siendo Twal su arzobispo ad personam. En 2005, el Papa Benedicto XVI lo nombró al arzobispo coadjutor de Jerusalén con derecho a sucesión, sucediendo en 2008 a Michel Sabbah como Patriarca latino de Jerusalén, recibiendo el palio de manos del Papa el 29 de junio de 2008 en la Basílica de San Pedro. Así mismo es el Gran Prior de la Orden del Santo Sepulcro de Jerusalén.
En 2008, explicó su visión de la situación de Palestina y su pueblo: 

"Recibimos mucha ayuda y estamos agradecidos, pero al mismo tiempo que decimos que necesitamos más solamente. Lo que necesitamos es Nosotros queremos la paz. No ser una Iglesia pidiendo, no queremos ser mendigos con una licencia. No me gusta esto. Necesitamos un horizonte político, es hora de poner fin a la pared, los puestos de control, es hora de que un Estado palestino, es hora de que se ponga fin a nuestros problemas con la visa"

El 7 de marzo de 2009 el Papa Benedicto XVI lo nombró miembro de la Congregación para las Iglesias Orientales. El 24 de junio de 2016 se jubiló, pasando a ser patriarca emérito.